# Vitacea
Vitacea là một chi bướm đêm thuộc họ Sesiidae.

## Các loài
- Vitacea cupressi (Edwards, 1881)
- Vitacea polistiformis (Harris, 1854)
- Vitacea scepsiformis (Edwards, 1881)
- Vitacea admiranda (Edwards, 1882)